# ヒナギキョウ
ヒナギキョウ（雛桔梗、細葉沙参、学名: Wahlenbergia marginata）は、キキョウ科ヒナギキョウ属の多年草。日当たりのよい道端などに生える雑草。
なお、ヒナキキョウソウ（Triodanis biflora）はキキョウ科キキョウソウ属の植物。

## 形態・生態
茎は細く、まばらに枝分かれする。茎には縦筋があり、まばらに立った毛がある。
葉は茎の下部につける。葉は下部のものは線状披針形で、数は少ない。葉の縁はやや厚くなって白っぽく、波状の鋸歯があるが、なめらかな場合もある。先端は尖り、基部は次第に細くなって葉柄は区別できない。
花は青紫色で、枝先に1つずつつける。花茎は立ち上がり、長さは20cmほどにもなり、葉のついた部分の枝よりずっと上に出る。花は上向きに咲く。花弁は漏斗型で長さ5-6mm、先端は五弁に分かれる。

## 分布・生育環境
中国、朝鮮半島、日本（本州〜沖縄）、東南アジア、オーストラリアに分布。
低地から低山の日当たりのよい所に生える。ごく背の低い植物で、背の低い草地や芝生に見られる。